# ميكوسوبتيلين
ميكوسوبتيلين (الاسم العلمي: Mycosubtilin) هو ليبوببتيد طبيعي له نشاط مضاد للفطريات ومحلل للدم، يُعزَل من البكتيريا العصوية. وينتمي إلى عائلة الببتيد الشحمي إتورين.

## التعريف
ميكوسوبتيلين هو ببتيد شحمي طبيعي. يُنتج عن طريق سلالات البكتيريا العصوية بشكل أساسي بواسطة العصوية الرقيقة. اكتُشِف بسبب أنشطته المضادة للفطريات. ينتمي إلى عائلة الببتيدات الشحمية إتورين.

## البنية
ميكوسوبتيلين هو ببتيد سباعي يُدار في حلقة بحمض دهني أميني بيتا. يتكون تسلسل الببتيد من L- Asn- D -Tyr- D -Asn- L -Gln- L -Pro- D -Ser- L- Asn. يمكن أن يكون تشعب الأحماض الدهنية الأمينية iso أو anteiso. كما يمكن أن تحتوي على 16-17 ذرة كربون.

## الأنشطة البيولوجية
لميكوسوبتيلين نشاط قوي مضاد للفطريات ومحلل للدم. وهو فعال ضد الفطريات والخمائر مثل المبيضة البيضاء والمبيضة الإستوائية والسكيراء الجعوية والمكنسية المعينة والمغزلاوية الحادة الأبواغ.